# Корбины Иваны
Корбины Иваны (укр. Корбині Івани) — село,
Ульяновский сельский совет,
Богодуховский район,
Харьковская область, Украина.
Код КОАТУУ — 6320888307. Население по переписи 2001 г. составляет 277 (129/148 м/ж) человек.

## Географическое положение
Село Корбины Иваны находится на обоих берегах реки Иваны.
На реке небольшая запруда.
Выше по течению примыкает село Винницкие Иваны.
Ниже по течению примыкает село Россоши Великописаревского района Сумской области.

## История
- 1760 — дата основания.

## Экономика
- В селе некогда была молочно-товарная ферма. В данный момент развито только растениеводство.

## Религия
- Свято-Троицкий храм.
- Церковь Троицы Живоначальной.

## Достопримечательности
- Братская могила советских воинов. Похоронено 13 воинов.